# Diallus quadrimaculatus
Diallus quadrimaculatus är en skalbaggsart som beskrevs av Stefan von Breuning 1942. Diallus quadrimaculatus ingår i släktet Diallus och familjen långhorningar. Inga underarter finns listade i Catalogue of Life.